# Villa Bloch
Pour les articles homonymes, voir Bloch.
La Villa Bloch, aussi connue sous le nom de Villa Serra, est une villa située sur la côte de la Salita dello Scudillo, à Naples.
Au début, c'était une propriété des Bloch, puis elle a connu plusieurs changements de propriété et, en 1878, a appartenu à Achille Serra .

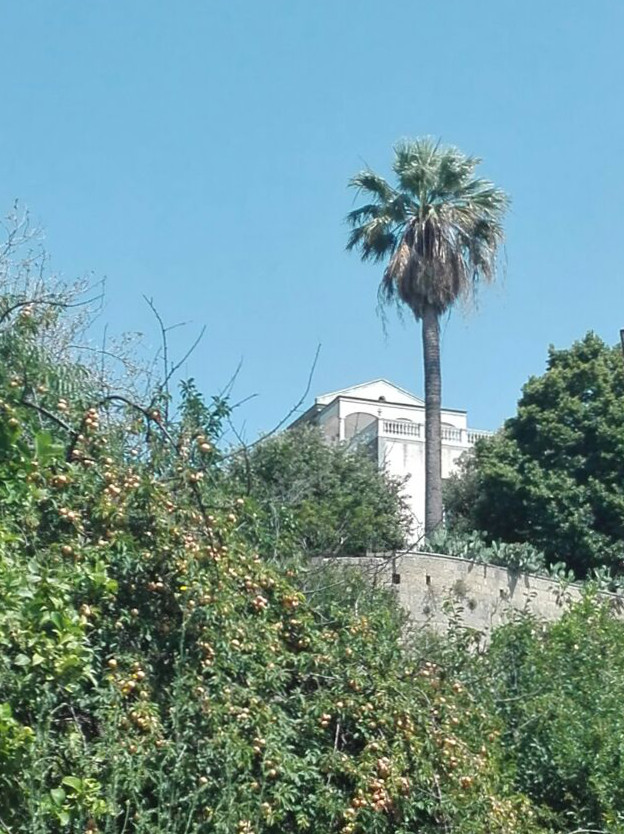
Vue depuis le sud de la villa.
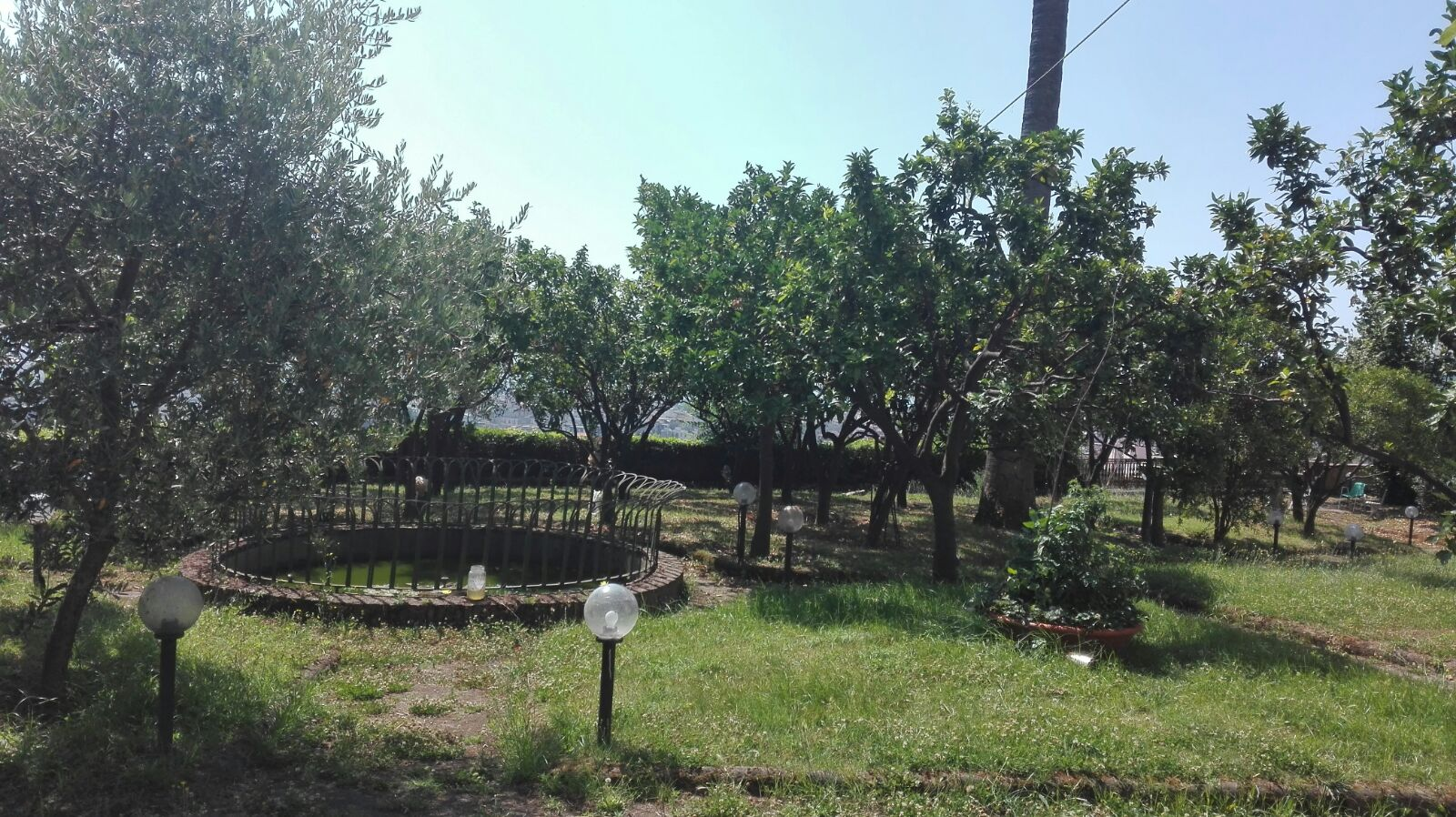
Jardins.